# Bourrées para piano (Chopin)
El compositor polaco Frédéric Chopin compuso dos Bourrées para piano. Estas dos piezas datan de 1846 y fueron publicadas en fecha tan tardía como 1968, debido a su escaso interés. Su ingenuidad retrotrae a un universo infantil. Por otro lado, estas piezas fueron compuestas por su autor cuando contaba con treinta y seis años, por lo cual resulta interesante comprobar este estilo infantil del que cuentan estos burrées, contando su autor con esta edad. 
La interpretación de estas obritas está bastante escasa de virtuosismo, predominando en ellas una técnica sencilla, si bien hay que decir que en ciertos momentos se ve algún hallazgo de virtuosismo, pero muy reducidamente. A esto hay que añadir que en las diferentes publicaciones de las obras de Chopin no suelen citarse estas dos piezas, ni tampoco ejecutarse por los pianistas en los conciertos públicos. Así, han quedado recluidas a colecciones integrales sobre la obra del autor o a peticiones personales para su interpretación en determinados conciertos. 